# Wendy Schaal
Wendy Schaal (Chicago, Illinois, EE. UU., 2 de julio de 1954) es una actriz estadounidense, conocida por prestar su voz al personaje de Francine Smith en la serie animada, American Dad.

## Biografía
Nació en la ciudad de Chicago, Illinois, siendo hija del también actor Richard Schaal y de Lois Treacy. Su padre se casó nuevamente en 1965 con la actriz Valerie Harper, de la que se divorció en 1978, Schaal fue por tanto hijastra de Harper durante ese tiempo. Wendy Schaal estuvo casada entre 1977 y 1987 con Stephen M. Schwartz, con el que tuvo dos hijos: Victor Schwartz y Adam Schwartz.
Entre sus papeles para el cine se encuentra Creature, en la que interpretaba a Beth Sladen, una astronauta que debía enfrentarse a un peligroso extraterrestre. En el reparto de esta película también se encontraba el actor alemán Klaus Kinski. En televisión ha sido vista en series como MacGyver o Juzgado de guardia (Night Court) o Doctor en Alaska. Sin embargo, lo que la ha hecho especialmente popular es su trabajo como actriz de voz para la serie American Dad creada por Seth MacFarlane; Schaal ha prestado su voz para más de ciento cincuenta episodios de esta producción animada.
Ha desempeñado un papel activo dentro del Screen Actors Guild, sindicato que agrupa a los actores de Estados Unidos.

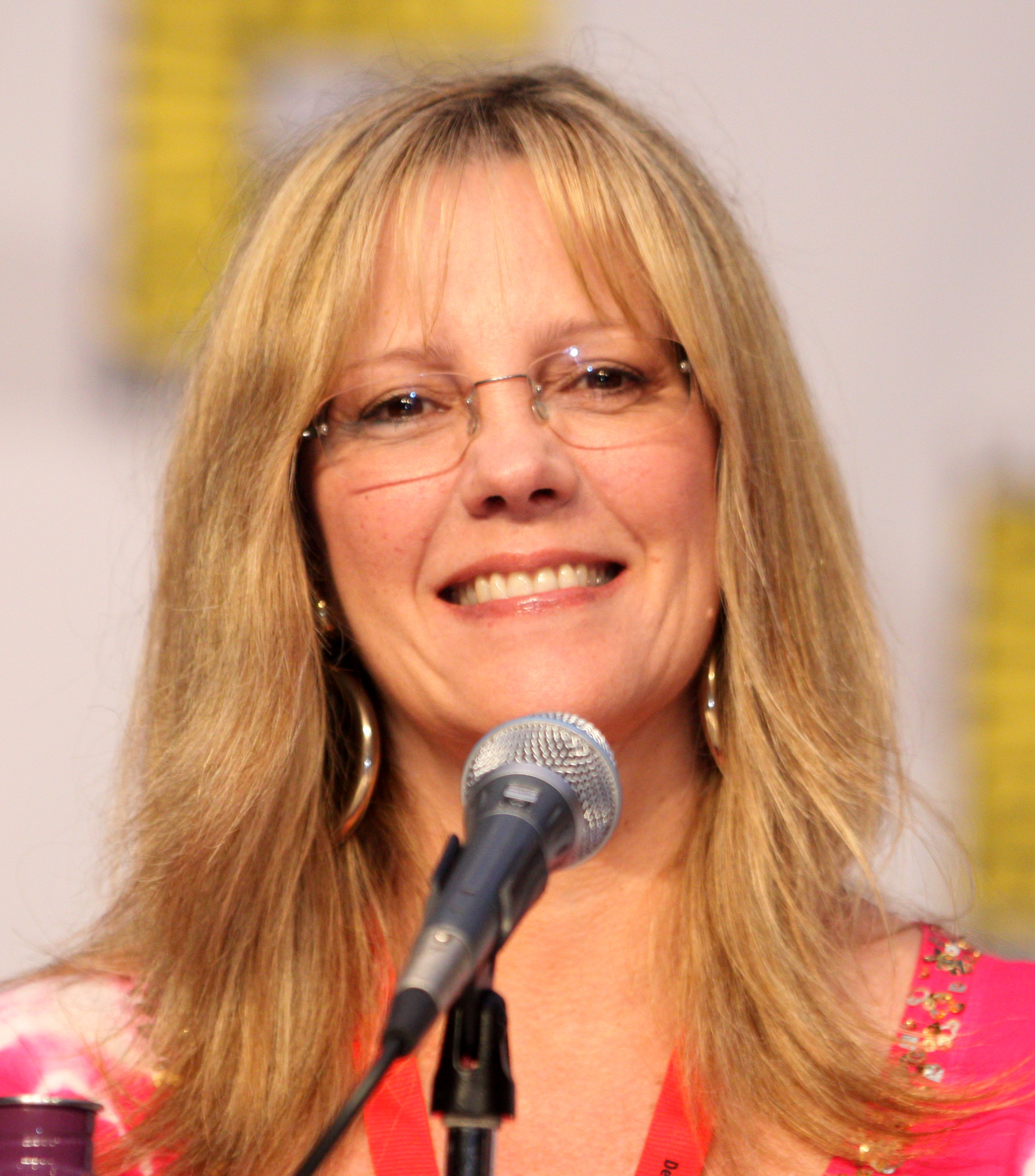
Schaal en el Comic Con en San Diego en 2010

## Filmografía
- Esta tierra es mi tierra (1976)
- La Isla de la Fantasía (TV) (1978) como Julie
- It's a Living (TV) (1980-1981) como Vicki Allen
- AfterMASH (TV) (1983)
- Where the Boys are '84 (1984)
- Fatal Vision (TV) (1984)
- Knight Rider (TV) (1985)
- Creature (1985) como Beth Sladen
- Airwolf (TV) (1986)
- MacGyver (TV) (1986)
- Innerspace (1987)
- Munchies (1987)
- Batteries not included (1987)
- Full House (TV) (1987) como Vivian
- Night Court (TV) (1988)
- The Burbs (1989)
- Doctor en Alaska (TV) (1992) como Tammy
- My Girl 2 (1994)
- Out There (TV) (1995)
- Friends (TV) (1997)
- Star Trek: Voyager (TV) (1997)
- Pequeños guerreros (1998)
- Six Feet Under (TV) (2001)
- American Dad (TV) (2005-presente) voz de Francine Smith
- Padre de familia (TV) (2010) voz de Francine Smith